# شارل كونان باني
شارل كونان باني (من مواليد 11 نوفمبر 1940) كان رئيس وزراء ساحل العاج من 7 ديسمبر 2005 حتى 4 أبريل 2007.

## الحياة والوظيفة
انضم باني إلى البنك المركزي لدول غرب إفريقيا في عام 1976، وتقلد مناصب مختلفة في البنك على مر السنين. في عام 1988 أصبح المستشار الخاص لمحافظ المصرف المركزي لدول غرب أفريقيا. بعد أن أصبح حاكم مصرف غرب المحيط الهادئ الحسن واتارا رئيسًا لوزراء ساحل العاج، تم تعيين باني حاكمًا مؤقتًا في 4 ديسمبر 1990. وفي 22 ديسمبر 1993 تم تعيينه حاكمًا وتولى المنصب رسميًا في 1 يناير 1994. وأعيد تعيينه لمدة ست سنوات أخرى كمحافظ في 17 يونيو 1999، وتبدأ الفترة في 1 يناير 2000.
تم الإعلان عن اختيار باني ليحل محل سيدو ديارا كرئيس وزراء انتقالي لساحل العاج في 5 ديسمبر 2005. كان من المتوقع أن تنتهي فترة ولايته في أكتوبر 2006، عندما كان من المقرر إجراء الانتخابات الوطنية. ومع ذلك لم يتم إجراء الانتخابات بحلول الموعد النهائي، وتم تمديد ولاية الرئيس لوران غباغبو لمدة عام آخر، مع زيادة صلاحيات باني خلال تلك الفترة.
بسبب اختياره رئيسًا للوزراء مُنع باني من الترشح لمنصب رئيس ساحل العاج. بعد اتفاق سلام في مارس 2007 تم تعيين قائد القوات الجديدة غيوم سورو رئيسًا للوزراء في نهاية الشهر، وتولى المنصب من باني في 4 أبريل.
كما شغل باني منصب وزير الاقتصاد والمالية من ديسمبر 2005 إلى أبريل 2007.